# Liste der denkmalgeschützten Objekte in Likavka
Die Liste der denkmalgeschützten Objekte in Likavka enthält die 30 nach slowakischen Denkmalschutzvorschriften geschützten Objekte in der Gemeinde Likavka im Okres Ružomberok.

## Denkmäler
| Foto |                 | Denkmal / č. ÚZPF                                                | Standort / Konskr. Nr.                           | Offizielle Beschreibung                       | Beschreibung                                              | Metadaten                                                                    |
| ---- | --------------- | ---------------------------------------------------------------- | ------------------------------------------------ | --------------------------------------------- | --------------------------------------------------------- | ---------------------------------------------------------------------------- |
|      | Datei hochladen | Denkmal(sk) ObjektID: 508-384/0                                  | KG: Likavka Konskr.Nr.:                          | popravení antifašisti;Kramáriská,jan.1945     | für hingerichtete Antifaschisten, Kramariska, Januar 1945 | č. NKP: 508-384/0 Stand des NKP: 2012-02-08 Name: PAMÄTNÍK                   |
| ja   | Datei hochladen | östlicher Burgpalast(sk) ObjektID: 508-316/1                     | 2000 Standort KG: Likavka Konskr.Nr.: 2000       | hradné jadro;Likavský hrad                    | Kernburg, Burg Likavka                                    | č. NKP: 508-316/1 Stand des NKP: 2012-02-08 Name: PALÁC HRADNÝ VÝCHODNÝ      |
| BW   | Datei hochladen | Zisterne(sk) ObjektID: 508-316/2                                 | 2000 Standort KG: Likavka Konskr.Nr.: 2000       | hradné jadro                                  | Kernburg                                                  | č. NKP: 508-316/2 Stand des NKP: 2012-02-08 Name: CISTERNA                   |
| BW   | Datei hochladen | Kanonenbastion(sk) ObjektID: 508-316/3                           | 2000 Standort KG: Likavka Konskr.Nr.: 2000       | hradné jadro;polygonálna delová bašta         | Kernburg, polygonale Bastion                              | č. NKP: 508-316/3 Stand des NKP: 2012-02-08 Name: BAŠTA DELOVÁ               |
| BW   | Datei hochladen | südlicher Burgpalast(sk) ObjektID: 508-316/4                     | 2000 Standort KG: Likavka Konskr.Nr.: 2000       | hradné jadro                                  | Kernburg                                                  | č. NKP: 508-316/4 Stand des NKP: 2012-02-08 Name: PALÁC HRADNÝ JUŽNÝ         |
| BW   | Datei hochladen | Bastion mit Brunnen(sk) ObjektID: 508-316/5                      | 2000 Standort KG: Likavka Konskr.Nr.: 2000       | neskúmaná;kruhová bašta so studňou            | nicht untersucht, kreisförmige Bastion                    | č. NKP: 508-316/5 Stand des NKP: 2012-02-08 Name: BAŠTA SO STUDŇOU           |
| BW   | Datei hochladen | Zufluchtsturm(sk) ObjektID: 508-316/6                            | 2000 Standort KG: Likavka Konskr.Nr.: 2000       | hradné jadro;hlavná veža                      | Kernburg, Hauptturm                                       | č. NKP: 508-316/6 Stand des NKP: 2012-02-08 Name: VEŽA ÚTOČIŠTNÁ             |
| BW   | Datei hochladen | südliche Burgmauer(sk) ObjektID: 508-316/7                       | 2000 Standort KG: Likavka Konskr.Nr.: 2000       | hradné jadro                                  | Kernburg                                                  | č. NKP: 508-316/7 Stand des NKP: 2012-02-08 Name: MÚR HRADBOVÝ JUŽNÝ         |
| BW   | Datei hochladen | Burghof I(sk) ObjektID: 508-316/8                                | 2000 Standort KG: Likavka Konskr.Nr.: 2000       | hradné jadro;palácové nádvorie                | Kernburg, Palasthof                                       | č. NKP: 508-316/8 Stand des NKP: 2012-02-08 Name: NÁDVORIE HRADNÉ I.         |
| ja   | Datei hochladen | nördlicher Burgpalast(sk) ObjektID: 508-316/9                    | 2000 Standort KG: Likavka Konskr.Nr.: 2000       | hradné jadro;severný palác                    | Kernburg                                                  | č. NKP: 508-316/9 Stand des NKP: 2012-02-08 Name: PALÁC HRADNÝ SEVERNÝ       |
| BW   | Datei hochladen | Befestigung I(sk) ObjektID: 508-316/10                           | 2000 Standort KG: Likavka Konskr.Nr.: 2000       | hradné jadro;I.opevnenie horného hradu        | Kernburg, Oberburgbefestigung                             | č. NKP: 508-316/10 Stand des NKP: 2012-02-08 Name: OPEVNENIE I.              |
| BW   | Datei hochladen | Befestigung II(sk) ObjektID: 508-316/11                          | 2000 Standort KG: Likavka Konskr.Nr.: 2000       | hradné jadro;II.opevnenie horného hradu       | Kernburg, Oberburgbefestigung                             | č. NKP: 508-316/11 Stand des NKP: 2012-02-08 Name: OPEVNENIE II.             |
| BW   | Datei hochladen | südwestliche und nordöstliche Burgmauer(sk) ObjektID: 508-316/12 | 2000 Standort KG: Likavka Konskr.Nr.: 2000       | predhradie I.;hradbový múr 1.predhradia       | Vorwerk I                                                 | č. NKP: 508-316/12 Stand des NKP: 2012-02-08 Name: MÚR HRADBOVÝ SZ,JZ        |
| ja   | Datei hochladen | Burgtor mit Verlängerung(sk) ObjektID: 508-316/13                | 2000 Standort KG: Likavka Konskr.Nr.: 2000       | predhradie I.;III.vstupná brána               | Vorwerk I; 3. Eingangstor                                 | č. NKP: 508-316/13 Stand des NKP: 2012-02-08 Name: BRÁNA HRADNÁ S PRÍSTAVBOU |
| ja   | Datei hochladen | Torturm(sk) ObjektID: 508-316/14                                 | 2000 Standort KG: Likavka Konskr.Nr.: 2000       | predhradie I.;Hunyadiovská,pôvodný vstup      | Vorwerk I; Hunyadiová, ursprünglicher Eingang             | č. NKP: 508-316/14 Stand des NKP: 2012-02-08 Name: VEŽA BRÁNOVÁ              |
| BW   | Datei hochladen | Bastion(sk) ObjektID: 508-316/15                                 | 2000 Standort KG: Likavka Konskr.Nr.: 2000       | predhradie I.;zbrojnica,polygonálna bašta     | Vorwerk I; Rüstkammer, polygonale Bastion                 | č. NKP: 508-316/15 Stand des NKP: 2012-02-08 Name: BAŠTA                     |
| BW   | Datei hochladen | Bastion(sk) ObjektID: 508-316/16                                 | 2000 Standort KG: Likavka Konskr.Nr.: 2000       | predhradie I.;pekáreň,hranolová bašta         | Vorwerk I; Bäckerei, prismatische Bastion                 | č. NKP: 508-316/16 Stand des NKP: 2012-02-08 Name: BAŠTA                     |
| ja   | Datei hochladen | Burghof II(sk) ObjektID: 508-316/17                              | 2000 Standort KG: Likavka Konskr.Nr.: 2000       | predhradie I.                                 | Vorwerk I                                                 | č. NKP: 508-316/17 Stand des NKP: 2012-02-08 Name: NÁDVORIE HRADNÉ II.       |
| BW   | Datei hochladen | nördliche Burgmauer(sk) ObjektID: 508-316/18                     | 2000 Standort KG: Likavka Konskr.Nr.: 2000       | predhradie II.                                | Vorwerk II                                                | č. NKP: 508-316/18 Stand des NKP: 2012-02-08 Name: MÚR HRADBOVÝ SEVERNÝ      |
| BW   | Datei hochladen | Bastion(sk) ObjektID: 508-316/19                                 | 2000 Standort KG: Likavka Konskr.Nr.: 2000       | predhradie II.;prašná bašta,polkruhová bašta  | Vorwerk II, Pulverbastion, halbkreisförmige Bastion       | č. NKP: 508-316/19 Stand des NKP: 2012-02-08 Name: BAŠTA                     |
| BW   | Datei hochladen | Burgtor(sk) ObjektID: 508-316/20                                 | 2000 Standort KG: Likavka Konskr.Nr.: 2000       | predhradie II.;II.vstupná brána               | Vorwerk II, 2. Eingangstor                                | č. NKP: 508-316/20 Stand des NKP: 2012-02-08 Name: BRÁNA HRADNÁ              |
| BW   | Datei hochladen | Säule(sk) ObjektID: 508-316/21                                   | 2000 Standort KG: Likavka Konskr.Nr.: 2000       | predhradie II.;oporný pilier severného paláca | Vorwerk II, Druckpfeiler des nördlichen Palastes          | č. NKP: 508-316/21 Stand des NKP: 2012-02-08 Name: PILIER OPORNÝ             |
| BW   | Datei hochladen | Wirtschaftsgebäude(sk) ObjektID: 508-316/22                      | 2000 Standort KG: Likavka Konskr.Nr.: 2000       | predhradie II.;koniareň s jaskyňou            | Vorwerk II, Reitstall mit Höhle (?)                       | č. NKP: 508-316/22 Stand des NKP: 2012-02-08 Name: STAVBA HOSPODÁRSKA        |
| BW   | Datei hochladen | Burghof III(sk) ObjektID: 508-316/23                             | 2000 Standort KG: Likavka Konskr.Nr.: 2000       | predhradie II.;2.nádvorie dolného hradu       | Vorwerk II, 2. Hof der Unterburg                          | č. NKP: 508-316/23 Stand des NKP: 2012-02-08 Name: NÁDVORIE HRADNÉ III.      |
| BW   | Datei hochladen | Burgmauer(sk) ObjektID: 508-316/24                               | 2000 Standort KG: Likavka Konskr.Nr.: 2000       | predhradie III.                               | Vorwerk III                                               | č. NKP: 508-316/24 Stand des NKP: 2012-02-08 Name: MÚR HRADBOVÝ-AG           |
| BW   | Datei hochladen | Burgtor(sk) ObjektID: 508-316/25                                 | 2000 Standort KG: Likavka Konskr.Nr.: 2000       | predhradie III.;I.vstupná brána dolného hradu | Vorwerk III, Eingangstor der Unterburg                    | č. NKP: 508-316/25 Stand des NKP: 2012-02-08 Name: BRÁNA HRADNÁ              |
| BW   | Datei hochladen | Burghof IV(sk) ObjektID: 508-316/26                              | 2000 Standort KG: Likavka Konskr.Nr.: 2000       | predhradie III.;1.nádvorie dolného hradu      | Vorwerk III, 1. Hof der Unterburg                         | č. NKP: 508-316/26 Stand des NKP: 2012-02-08 Name: NÁDVORIE HRADNÉ IV.       |
| BW   | Datei hochladen | Burgmauer - AG(?)(sk) ObjektID: 508-316/27                       | 2000 Standort KG: Likavka Konskr.Nr.: 2000       | predhradie IV.;AG-skúmaná                     | Vorwerk IV, AG(?)-untersucht                              | č. NKP: 508-316/27 Stand des NKP: 2012-02-08 Name: MÚR HRADBOVÝ-AG           |
| BW   | Datei hochladen | Bastion(sk) ObjektID: 508-316/28                                 | 2000 Standort KG: Likavka Konskr.Nr.: 2000       | predhradie IV.;kruhová bašta AG-skúmaná       | Vorwerk IV, Rondell AG(?)-untersucht                      | č. NKP: 508-316/28 Stand des NKP: 2012-02-08 Name: BAŠTA                     |
| BW   | Datei hochladen | Salzamt mit Lager(sk) ObjektID: 508-10514/0                      | Kačková ul. 5 Standort KG: Likavka Konskr.Nr.: 5 | Soľný sklad                                   | Salzlager                                                 | č. NKP: 508-10514/0 Stand des NKP: 2012-02-08 Name: SOĽNÝ ÚRAD SO SKLADOM    |

## Legende
Die Tabelle enthält im Einzelnen folgende Informationen:
| Foto:                    | Fotografie des Denkmals. |
| Denkmal / č. ÚZPF:       | Die Übersetzung der Bezeichnung des Denkmals, wie sie vom Slowakischen Denkmalamt (Pamiatkový úrad Slovenskej republiky) verwendet wird. Die Originalbezeichnung ist unter dem Fragezeichen angegeben. Fehlt die Übersetzung, so wird die Originalbezeichnung direkt angezeigt. Weiters ist die Objekt-Identifikationsnummer (Objekt ID) angeführt. Sie ist die offizielle, in der Slowakei eindeutige Nummer č. ÚZPF inklusive der zugehörigen Zählnummer, wie sie in den Daten des Denkmalamtes angegeben wird. Da diese nur innerhalb eines Landkreises gezählt wird, ist dessen Nummer der Denkmalnummer vorangestellt. |
| Standort:                | Wenn in der Liste vorhanden, ist die Adresse angegeben. In Klammern kann sich noch eine zusätzliche Adresse befinden, wenn es beispielsweise ein Eckhaus ist. Bei freistehenden Objekten ohne Adresse (zum Beispiel bei Bildstöcken) ist eine Adresse angegeben, die in der Nähe des Objekts liegt. Durch Aufruf des Links Standort wird die Lage des Denkmals in verschiedenen Kartenprojekten angezeigt. Darunter sind die Katastralgemeinde (KG) und, wenn vorhanden, die Konskriptionsnummer (Konskr. Nr.) angegeben.                                                                                                   |
| Offizielle Beschreibung: | Es ist die Kurzbeschreibung auf Slowakisch, wie sie in den offiziellen Listen angegeben ist, eingetragen. |
| Beschreibung:            | Kurze Angaben zum Denkmal auf Deutsch. |
| Metadaten:               | Zusätzlich werden, wenn in den persönlichen Einstellungen das Helferlein Dauerhaftes Einblenden von Metadaten aktiviert ist, ebensolche angezeigt. |

- Karte mit allen Koordinaten:
- OSM |
- WikiMap